# Hôtel Vaxelaire
Pour les articles homonymes, voir Vaxelaire.
L'hôtel Vaxelaire est un hôtel particulier situé à Saint-Josse-ten-Noode en Belgique. C'est un hôtel de maître construit en 1916 pour la famille Vaxelaire, fondateurs et directeurs des grands magasins Au Bon Marché.

## Localisation
L'hôtel Vaxelaire est situé au 9 de l'avenue de l'Astronomie à Saint-Josse-ten-Noode.